# سینا ولی‌الله
سینا ولی‌الله (زادهٔ ۲۵ مهر ۱۳۵۵ در تهران) صداپیشه، مجری، کمدین، مدیر اجرایی تولید و تهیه‌کننده تلویزیونی است. او مجری برنامه چندشنبه با سینا، یک برنامه گفتگوی آخر شب به زبان فارسی است. سینا ولی‌الله پیش‌تر مدیر اجرایی شبکه تعطیل‌شده فارسی۱ بود و همچنین به‌صورت پاره‌وقت با نشنال جئوگرافیک فارسی همکاری داشت.
وی از جمله مجریان رادیو و تلویزیون صدا و سیمای جمهوری اسلامی ایران بود و به‌ویژه در پوشش مسابقات جام جهانی فوتبال نقش فعالی داشت. در جام جهانی ۲۰۰۶، با اجرای ۸ برنامه ویژه، به‌عنوان پرکارترین مجری ایرانی شناخته شد. او پس از مدتی از ایران مهاجرت کرد و اکنون در لندن زندگی می‌کند.

## زندگی
والدین سینا ولی‌الله در رشته‌های تئاتر و چاپ و نشر تحصیل کرده و به‌عنوان کارمندان وزارت نیرو و وزارت فرهنگ و هنر فعالیت داشتند. سینا از ۱۵ سالگی، با کمک احمد بهبهانی — نویسنده و کارگردانی که آثار مشهوری همچون آرایشگاه زیبا، مدرسه موش‌ها و سرکار استوار را در کارنامه داشت — وارد عرصه دوبله شد و یکی از سریال‌های او را دوبله کرد.
پس از آن، با توجه به رشته دانشگاهی‌اش، تصمیم داشت در بخش واحد گرافیک صدا و سیما استخدام شود، اما صدای او باعث شد که به‌عنوان گوینده رادیو پذیرفته شود. او اجرای برنامه‌های روزانه‌ای مانند صبح و ورزش، تازه‌ها، نگاهی به مطبوعات و شبانه را بر عهده گرفت و پس از چند سال وارد اجرای برنامه‌های هفتگی شبکه جام جم شد.
او همچنین تهیه‌کننده و مجری ویژه‌برنامه‌های جام جهانی فوتبال و دیگر برنامه‌های ورزشی در شبکه ورزش و شبکه خبر بود. سینا ولی‌الله در سال ۲۰۰۸ با ثمینه شهیم (روان‌شناس) ازدواج کرد و یک دختر دارد.

## فعالیت‌ها

### گویندگی و همکاری‌ها
سینا ولی‌الله در پروژه کتاب گویای هری پاتر به‌عنوان گوینده، با رامبد جوان و به تهیه‌کنندگی مرکز موسیقی بتهوون همکاری داشت.

### مدیریت و اجرای برنامه‌های تلویزیونی
در سال ۲۰۰۵، به شبکه پی‌ام‌سی دعوت شد و به مدت ۵ سال به‌عنوان مدیر تولید و مجری این شبکه فعالیت کرد. در این مدت، برنامه‌هایی مانند باکس‌آفیس را تولید و اجرا کرد.
از اواخر سال ۲۰۰۹، سینا ولی‌الله مدیریت شبکه فارسی۱ (وابسته به گروه موبی) را در دبی، امارات متحده عربی بر عهده گرفت. در این نقش، او امتیاز تولید نسخه‌های فارسی برخی برنامه‌های خارجی را به دست آورد. یکی از معروف‌ترین این تولیدات، نسخه فارسی برنامه دیل اور نو دیل با نام تمام یا دوام بود که در سال ۲۰۱۲ برای یک فصل در فارسی ۱ پخش شد.

### چندشنبه با سینا
چندشنبه با سینا یک برنامه گفت‌وگوی آخر شب به زبان فارسی است که پخش آن از ۵ مهر ۱۳۹۲ در شبکه فارسی ۱ آغاز شد. این برنامه در طی ۵ فصل، تا ۴ اردیبهشت ۱۴۰۳، در مجموع ۳۶۷ قسمت پخش شد.
در این برنامه، سینا ولی‌الله با شخصیت‌های ایرانی سرشناسی مانند حمید استیلی، رضا روحانی، عارف عارف‌کیا، علی عظیمی، اندی (آندرانیک مددیان)، شینی ریگزبی، احمد سعیدی، صدف طاهریان، ابی (ابراهیم حامدی)، سامی بیگی، نوش‌آفرین، شهرام خسروشاهی آذر (سندی)، فرداد فرحزاد و بسیاری دیگر مصاحبه کرده است. این برنامه به‌عنوان یک بایگانی از شرح حال این شخصیت‌ها از زبان خودشان شناخته می‌شود.
در دی‌ماه ۱۳۹۵، به دنبال تعطیلی شبکه فارسی ۱، پخش تلویزیونی این برنامه نیز متوقف شد. پس از آن، این برنامه با نام سینا شو از شبکه رادیو جوان روی ماهواره یاه‌ست ادامه یافت. در این نسخه، دستیار سینا به‌جای میثاق دبیری، شخصی به نام گرینگو بود.
پخش این برنامه از رادیو جوان در نیمه دوم سال ۱۳۹۷ با پخش ۵۰ قسمت در ۲ فصل متوقف شد و به شبکه تلویزیونی ام‌بی‌سی پرشیا منتقل گردید. سرانجام در اردیبهشت ۱۴۰۳، پس از پخش ۱۹۸ قسمت در ۵ فصل، پخش این برنامه از ام‌بی‌سی پرشیا نیز برای مدتی متوقف شد.
پس از وقفه‌ای نه‌چندان طولانی، در تاریخ ۳۰ شهریور ۱۴۰۳، این برنامه با قسمت اول فصل ۶ و با تغییراتی در آن ازجمله حذف «چیزمیزا» و تغییراتی در گروه موسیقی، مجدداً شروع به کار کرد. «سیامک مهر» نوازندهٔ اصلی گیتار به دلیل پیگیری پروژه‌ای شخصی در این فصل حضور چندانی نداشت و فقط چهرهٔ او در چند اجرای از پیش ضبط‌شده نمایش داده شد. البته «سیامک» در قسمت آغازین فصل ۶ با حضور ویدئویی خود در برنامه، علت غیبت خود را در فصل ۶ به‌طور رسمی اعلام کرد. این فصل با قسمت ۱۵ و در تاریخ ۷ دی‌ماه ۱۴۰۳ با حضور مهناز افشار به عنوان میهمان، به اتمام رسید.
هنوز تاریخی برای پخش فصل ۷ این برنامه منتشر نشده اشت.

#### بخش‌های برنامه
1. مونولوگ: در این بخش، سینا ولی‌الله به مدت ۱۵ دقیقه استندآپ کمدی اجرا می‌کند و با طنزی تند و انتقادی، شخصیت‌های نظام را به چالش می‌کشد.
2. نامحرمانه: بخشی کوتاه (کمتر از ۵ دقیقه) که در آن سینا به همراه شادی اسداللهی دربارهٔ موضوعات مطرح‌شده در قسمت مربوطه به بحث و گفت‌وگو می‌پردازد.
3. چیزمیزا: انیمیشن کوتاهی که قبل از بخش مصاحبه پخش می‌شود و به انتقاد از مواضع دولت ایران می‌پردازد. کارگردانی این انیمیشن برعهده وحید نیک‌گو است و سینا ولی‌الله صداپیشگی شخصیت‌های انیمیشن را برعهده دارد.
4. مصاحبه (خودمونی): این بخش که حدود ۴۵ دقیقه طول می‌کشد، شامل گفت‌وگوهای سینا و شادی اسدالهی با مهمان برنامه است. در جریان این مصاحبه‌ها، گاهی رقص و حرکات نمایشی نیز انجام می‌شود.
5. بازی: در این بخش، سینا و مهمان برنامه یک بازی کوتاه انجام می‌دهند که فضایی سرگرم‌کننده ایجاد می‌کند.
6. موسیقی (سیم آخر): این بخش پایانی هر قسمت است که در آن، یک قطعه موسیقی اجرا و خوانده می‌شود.

#### قسمت‌ها
| شبکه تلویزیونی | فصل | تعداد قسمت | تاریخ انتشار                      | مجری(ها)                     |
| -------------- | --- | ---------- | --------------------------------- | ---------------------------- |
| فارسی ۱        | ۱   | ۳۸         | ۵ مهر ۱۳۹۲–۳۰ خرداد ۱۳۹۳          | سینا ولی‌الله و میثاق دبیری   |
| فارسی ۱        | ۲   | ۳۰         | ۲۳ آبان ۱۳۹۳–۲۲ خرداد ۱۳۹۴        | سینا ولی‌الله و میثاق دبیری   |
| فارسی ۱        | ۳   | ۳۱         | ۲۶ مرداد ۱۳۹۴–۲۸ اسفند ۱۳۹۴       | سینا ولی‌الله و میثاق دبیری   |
| فارسی ۱        | ۴   | ۲۰         | ۳ اردیبهشت ۱۳۹۵–۹ مهر ۱۳۹۵        | سینا ولی‌الله و میثاق دبیری   |
| رادیو جوان     | ۱   | ۳۰         | ۲۹ اردیبهشت ۱۳۹۶–۲۲ دی ۱۳۹۶       | سینا ولی‌الله و گرینگو        |
| رادیو جوان     | ۲   | ۲۰         | ۱۸ فروردین ۱۳۹۷–۲۵ شهریور ۱۳۹۷    | سینا ولی‌الله و گرینگو        |
| ام‌بی‌سی پرشیا   | ۱   | ۴۵         | ۷ بهمن ۱۳۹۷–۲۲ خرداد ۱۳۹۹         | سینا ولی‌الله و شادی اسداللهی |
| ام‌بی‌سی پرشیا   | ۲   | ۴۰         | ۱۴ شهریور ۱۳۹۹–۲۹ مرداد ۱۴۰۰      | سینا ولی‌الله و شادی اسداللهی |
| ام‌بی‌سی پرشیا   | ۳   | ۴۰         | ۹ مهر ۱۴۰۰–۱۴ مرداد ۱۴۰۱          | سینا ولی‌الله و شادی اسداللهی |
| ام‌بی‌سی پرشیا   | ۴   | ۴۰         | ۲۵ شهریور ۱۴۰۱–۱۶ تیر ۱۴۰۲        | سینا ولی‌الله و شادی اسداللهی |
| ام‌بی‌سی پرشیا   | ۵   | ۳۳         | ۳۰ شهریور ۱۴۰۲–۲۸ اردیبهشت ۱۴۰۳ * | سینا ولی‌الله و شادی اسداللهی |

* پخش از این شبکه متوقف و قسمت ۳۳ در ۴ خرداد ۱۴۰۳ از کانال یوتیوب سینا ولی‌الله منتشر شد.

## جوایز
سینا ولی‌الله در دوران فعالیت خود در ایران، سه بار نامزد دریافت جایزه برترین گوینده رادیو در جشنواره رادیو و تلویزیون شد. او سرانجام در سال ۱۳۸۳ موفق به دریافت این جایزه گردید.